# Wolfstein (principauté)
Pour les articles homonymes, voir Wolfstein.
1217–1383
Entités précédentes :
- Duché de Franconie

Entités suivantes :
- Allersberg

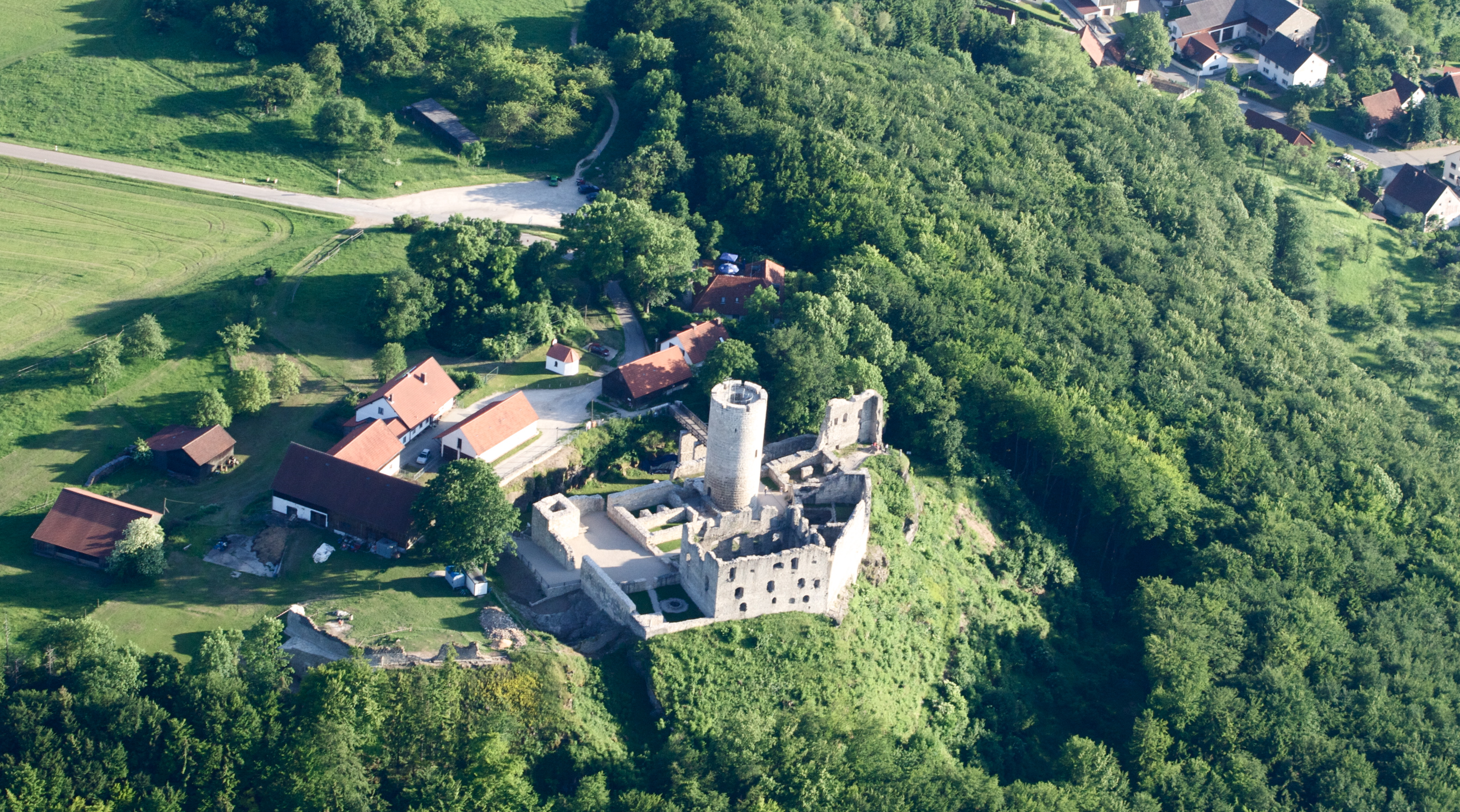
Ruines du château de Wolfstein

Wolfstein est une principauté mineure du Saint-Empire romain germanique basée autour du château Wolfstein, près de Neumarkt in der Oberpfalz en Bavière (Allemagne).

## Référence
- (en) Cet article est partiellement ou en totalité issu de l’article de Wikipédia en anglais intitulé « Wolfstein (principality) » (voir la liste des auteurs).